# 실념
실념(失念, 염오념, 그릇된 염, 오염된 염,
산스크리트어: muṣitasmṛtitā,
영어: forgetfulness) 또는 망념(忘念)은 다음의 분류, 그룹 또는 체계의 한 요소이다.
- 고타마 붓다가 설한 37도품(三十七道品) 중 8정도(八正道) 가운데 정념(正念)의 반대이다.[1]
- 부파불교의 설일체유부의 5위 75법에서는 그대로 일치하는 항목이 없는데, 이는 설일체유부에서는 심소법(心所法: 46가지) 중 대지법(大地法: 10가지) 가운데 하나인 염(念)의 그릇된 상태인 염오념(染污念)이 곧 실념(失念) 즉 그릇된 염인 것으로 보기 때문이다.[2][3]
- 대승불교의 유식유가행파와 법상종의 5위 100법에서 심소법(心所法: 51가지)의 수번뇌심소(隨煩惱心所: 20가지) 중 대수번뇌심소(大隨煩惱心所: 8가지) 가운데 하나이다.[4][5][6][7]

실념(失念)은 망념(忘念)이라도 하며, 일반 사전적인 의미는 다음과 같다.
- 생각에서 없어져 사라지거나 잊음[9]
- 깜박 잊음[10]
- 망각(忘却)[11]
- <불교> 정념(正念)을 잃음[9]

실념(失念) 또는 망념(忘念)은 염오념(染污念)을 말한다. 즉 오염된 염(念), 다시 말해, 번뇌에 물들어 흐려진 상태의 염(念)을 말한다.
부파불교의 설일체유부의 교학에 따르면
실념(失念)은 염오념(染污念), 즉 번뇌에 오염된 염(念), 즉 번뇌에 물들어 흐려진 상태의 염(念)을 말한다. 염은 대지법에 속하며 대지법은 선 · 불선 · 무기의 마음(6식, 즉 심왕, 즉 심법)을 비롯한 모든 마음에서 항상 존재하는 마음작용들의 그룹이다. 따라서 실념은 모든 오염된 마음에서 항상 존재하는 마음작용들의 그룹인 대번뇌지법에 소속될 수 있으며, 실제로 《아비달마품류족론》 등에서는 대번뇌지법에 속한 법들로 불신(不信) · 해태(懈怠) · 실념(失念) · 심란(心亂) · 무명(無明) · 부정지(不正知) · 비리작의(非理作意) · 사승해(邪勝解) · 도거(掉擧) · 방일(放逸)의 10가지 마음작용을 들고 있다. 하지만, 실념의 본질은 대지법에 속한 마음작용인 염이므로, 엄격히 말하면 실념을 대번뇌지법에 포함시키는 것은 중복이며 그렇기 때문에 대번뇌지법에 포함시키지 않는다고 《아비달마구사론》에서는 말하고 있다.
《품류족론》 제2권에 따르면,
실념(失念)은 허념(虛念: 허망한 념) · 공념(空念: 헛된 념) · 망념(忘念: 기억하지 못함의 념) · 실념(失念: 정신을 잃음의 념) · 심외념성(心外念性: 마음의 외적인 념의 성질)을 말한다.
대승불교의 유식유가행파와 법상종의 주요 논서인 《성유식론》에 따르면,
실념(失念) 또는 망념(忘念)은 마음(8식, 즉 심왕, 즉 심법)으로 하여금 인식대상에 대해 분명하게 기억하지 못하게 하는 것을 본질적 성질[性]로 하는 마음작용이다. 그리고, 실념(失念) 또는 망념(忘念)의 마음작용은 이러한 본질적 성질을 바탕으로 마음으로 하여금 정념(正念: 바른 기억)의 마음작용과 상응하지 못하도록 장애하여 마음으로 하여금 산란(散亂)의 마음작용과 상응하게 하는 발동근거[所依]가 되는 것을 그 본질적 작용[業]으로 한다.

## 같이 보기
- 3도: 견도 · 수도 · 무학도
  - 견도: 16심 · 고법지인
  - 무학도: 34심
  - 성문 수행계위: 4향4과 - 10결(= 5하분결 + 5상분결)
  - 보살 수행계위: 52위
- 현관: 4제현관 · 6현관
- 유루와 무루
- 번뇌의 해석
- 번뇌의 다른 이름
  - 개 · 결 · 계 · 구 · 구애 · 궤 · 근 · 뇌 · 누 · 박 · 상해 · 소 · 소유 · 소해 · 수면 · 수번뇌 · 악행 · 액 · 열 · 유쟁 · 쟁 · 전 · 전 · 조림 · 주올 · 취 · 치연 · 폭류 · 화
- 번뇌의 작용
- 번뇌의 분류
  - 3루
  - 4액
  - 4취
  - 4폭류
  - 5부: 견고소단 · 견집소단 · 견멸소단 · 견도소단 · 수도소단 = 견소단 + 수소단
  - 5주지번뇌
  - 견혹 + 수혹 = 견소단 + 수소단 = 미리혹 + 미사혹 = 분별기 + 구생기
  - 근본번뇌 + 수번뇌
  - 번뇌장 + 소지장
- 번뇌 = 근본번뇌 + 수번뇌
  - 근본번뇌 = 수면
    - 3근본번뇌: 탐 · 진 · 치
    - 6수면: 탐 · 진 · 만 · 무명 · 견 · 의
    - 7수면: 욕탐 · 진 · 유탐 · 만 · 무명 · 견 · 의
    - 10수면: 탐 · 진 · 만 · 무명 · 유신견 · 변집견 · 사견 · 견취 · 계금취 · 의
    - 12수면: 욕탐 · 진 · 색탐 · 무색탐 · 만 · 무명 · 유신견 · 변집견 · 사견 · 견취 · 계금취 · 의
    - 98근본번뇌(설일체유부)
      - 견혹 = 견소단 = 미리혹 = 분별기: 설일체유부의 88근본번뇌
      - 수혹 = 수소단 = 미사혹 = 구생기: 설일체유부의 10근본번뇌

    - 128근본번뇌(유식유가행파)
      - 견혹 = 견소단 = 미리혹 = 분별기: 유식유가행파의 112근본번뇌
      - 수혹 = 수소단 = 미사혹 = 구생기: 유식유가행파의 16근본번뇌

  - 수번뇌 = 전
    - 8전 · 10전 · 6번뇌구
    - 19수번뇌(설일체유부)
      - 소번뇌지법의 10가지 모두: 분 · 부 · 간 · 질 · 뇌 · 해 · 한 · 첨 · 광 · 교
      - 대불선지법의 2가지 모두: 무참 · 무괴
      - 대번뇌지법의 6가지 가운데 5가지: 방일 · 해태 · 불신 · 혼침 · 도거
      - 부정지법의 8가지 가운데 2가지: 수면 · 악작

    - 20수번뇌(유식유가행파)
      - 소수번뇌심소의 10가지 모두: 분 · 한 · 부 · 뇌 · 질 · 간 · 광 · 첨 · 해 · 교
      - 중수번뇌심소의 2가지 모두: 무참 · 무괴
      - 대수번뇌심소의 8가지 모두: 도거 · 혼침 · 불신 · 해태 · 방일 · 실념 · 산란 · 부정지
- 번뇌 = 잡염 = 유부무기 + 불선
  - 유부무기
    - 욕계의 번뇌의 일부 · 색계의 번뇌 · 무색계의 번뇌
    - 4근본번뇌(말나식의 4번뇌: 아치 · 아견 · 아만 · 아애)

  - 불선 · 악
    - 욕계의 번뇌의 대다수
    - 불선근
    - 5악 · 10악
- 번뇌 = 108번뇌 = 98수면 + 10전
- 번뇌 = 개: 5개
- 번뇌 = 결: 2결 · 3결 · 4결 · 5결 · 9결 · 10결(= 5하분결 + 5상분결) · 98결 · 108결
- 번뇌 = 구애: 3구애 · 5구애
- 번뇌 = 뇌: 3뇌
- 번뇌 = 누: 3루
- 번뇌 = 박: 3박 · 4박
- 번뇌 = 사: 7사 · 10사 · 98사 · 128사
- 번뇌 = 악행: 3악행
- 번뇌 = 취: 2취 · 4취

## 참고 문헌
- 곽철환 (2003). 《시공 불교사전》. 시공사 / 네이버 지식백과. |title=에 외부 링크가 있음 (도움말)
- 미륵 지음, 현장 한역, 강명희 번역 (K.614, T.1579). 《유가사지론》. 한글대장경 검색시스템 - 전자불전연구소 / 동국역경원. K.570(15-465), T.1579(30-279). |title=에 외부 링크가 있음 (도움말)
- 세친 지음, 현장 한역, 권오민 번역 (K.955, T.1558). 《아비달마구사론》. 한글대장경 검색시스템 - 전자불전연구소 / 동국역경원. K.955(27-453), T.1558(29-1). |title=에 외부 링크가 있음 (도움말)
- 호법 등 지음, 현장 한역, 김묘주 번역 (K.614, T.1585). 《성유식론》. 한글대장경 검색시스템 - 전자불전연구소 / 동국역경원. K.614(17-510), T.1585(31-1). |title=에 외부 링크가 있음 (도움말)
- 세친 지음, 현장 한역, 송성수 번역 (K.618, T.1612). 《대승오온론》. 한글대장경 검색시스템 - 전자불전연구소 / 동국역경원. K.618(17-637), T.1612(31-848). |title=에 외부 링크가 있음 (도움말)
- 운허.  동국역경원 편집, 편집. 《불교 사전》. |title=에 외부 링크가 있음 (도움말)
- (영어) DDB. 《Digital Dictionary of Buddhism (電子佛教辭典)》. Edited by A. Charles Muller. |title=에 외부 링크가 있음 (도움말)
- (중국어) 미륵 조, 현장 한역 (T.1579). 《유가사지론(瑜伽師地論)》. 대정신수대장경. T30, No. 1579. CBETA. |title=에 외부 링크가 있음 (도움말)
- (중국어) 佛門網. 《佛學辭典(불학사전)》. |title=에 외부 링크가 있음 (도움말)
- (중국어) 星雲. 《佛光大辭典(불광대사전)》 3판. |title=에 외부 링크가 있음 (도움말)
- (중국어) 세친 조, 현장 한역 (T.1612). 《대승오온론(大乘五蘊論)》. 대정신수대장경. T31, No. 1612, CBETA. |title=에 외부 링크가 있음 (도움말)
- (중국어) 세친 조, 현장 한역 (T.1558). 《아비달마구사론(阿毘達磨俱舍論)》. 대정신수대장경. T29, No. 1558, CBETA. |title=에 외부 링크가 있음 (도움말)
- (중국어) 호법 등 지음, 현장 한역 (T.1585). 《성유식론(成唯識論)》. 대정신수대장경. T31, No. 1585, CBETA. |title=에 외부 링크가 있음 (도움말)